# Anthümosz
Anthümosz (3. század) ókeresztény író.
E név alatt ismer az egyháztörténet egy vértanút, aki a Diocletianus római császár által elrendelt keresztényüldözések első hullámában szenvedett mártírhalált. Kiadott egy írást Ankürai Markellosz ellen A szent egyházról címmel. Az irat nem maradt fenn.[forrás?]